# Halmyris
Cetatea romană de la Halmyris se găsește pe teritoriul actualei localități Murighiol, județul Tulcea, la 2 km SE de sat și 200 m N de șoseaua Murighiol - Dunavățul de Sus, 1,5 km sud de brațul Sfântul Gheorghe. A fost înscrisă sub codul RAN 159623.01 în Repertoriul Arheologic Național.
Începând cu secolul al II-lea se pare că cea mai importantă bază a flotei romane moesice a fost la Noviodunum, mulți foști marinari ai flotei întemeind lângă Halmyris chiar un sat al marinarilor, vicus classicorum, după cum apare pe o inscripție. Există dovezi arheologice ale existenței umane în această zonă din perioada preromană, în apropierea cetății romane fiind identificată și cercetată o necropolă getică. Cercetările arheologice de amploare au început în 1981, continuînd și astăzi. Cetatea are o formă trapezoidală cu latura mică spre nord. În sistemul defensiv sunt incluse 15 turnuri și valul de apărare. Lângă cetate se găsește așezarea civilă de epocă romană, atestată printr-o inscripție (unicat în Imperiul Roman) care menționează "satul marinarilor", aparținători flotei dunărene Classis Flavia Moesica. Tot la Halmyris, în cripta basilicii, au fost descoperite moaștele celor mai vechi martiri creștini atestați în Dobrogea, Epictet și Astion. Cetatea a continuat sa funcționeze până la începutul secolului al VII-lea d.Hr.
Cercetările arheologice sunt efectuate de un colectiv condus de Mihail Zahariade (Institutul de Tracologie București). Florin Topoleanu (ICEM Tulcea), Cristian Olariu (FIB), Alexandru Madgearu și Myrna Phelps sunt membri ai colectivului de cercetare. Cetatea Halmyris a fost inclusă în Legea nr.5 din 6 martie 2000 privind aprobarea Planului de amenajare a teritoriului național în Secțiunea a III-a - zone protejate, la punctul g) Castre și așezările civile aferente; fortificații romano-bizantine. 

## Epictet PreotulșiAstion Monahul
Săpăturile arheologice au început aici  în 1981. În anul 2000, în incinta sitului arheologic al cetății romane Halmyris, a fost descoperită o bazilică episcopală. Pe 15 august 2001, în cripta situată sub altarul  acesteia au fost identificate rămășițe umane ce păstrau urme de violență extremă, ale unor creștini. Inscripția din mormânt, a servit la identificare acestora ca aparținând celor, a căror viață și patimi sunt relevate în colecția  hagiografică Acta Sanctorum ca fiind preotul Epictet și monahului Astion, „martiri ai Halmyrisului din Scythia”

## Mănăstirea Halmyris
Mănăstirea Halmyris este o mănăstire ortodoxă construită cu scopul cinstirii memoriei lui Epictet Preotul și lui Astion Monahul, creștini martirizați în iulie 290.

Accesul se face mai întâi pe drumul dintre Tulcea și Murghiol, de la ultima localitate continuându-se spre Dunavățu de Jos pe un drum pietruit. Mănăstirea se află lângă ruinele cetății, pe stânga drumului la 1,5 -2 km de la ieșirea din Murighiol.
Pe 8 iulie 2002, la Halmyris a fost așezată piatra de temelie a bisericii noii mănăstiri, în proiect cu intenția de a fi o catedrală – cea mai mare din Dobrogea. Sfințirea bisericii de la demisolulul viitorului lăcaș de cult s-a produs la 8 iulie 2007, lucrările fiind reluate de abia după 6 ani de la începerea lor Pentru ridicarea nivelului superior al bisericii este în curs activitatea de strângere a fondurilor.
Au fost construite două corpuri de chilii, cu un arhondaric și o trapeză.

## Galerie imagini

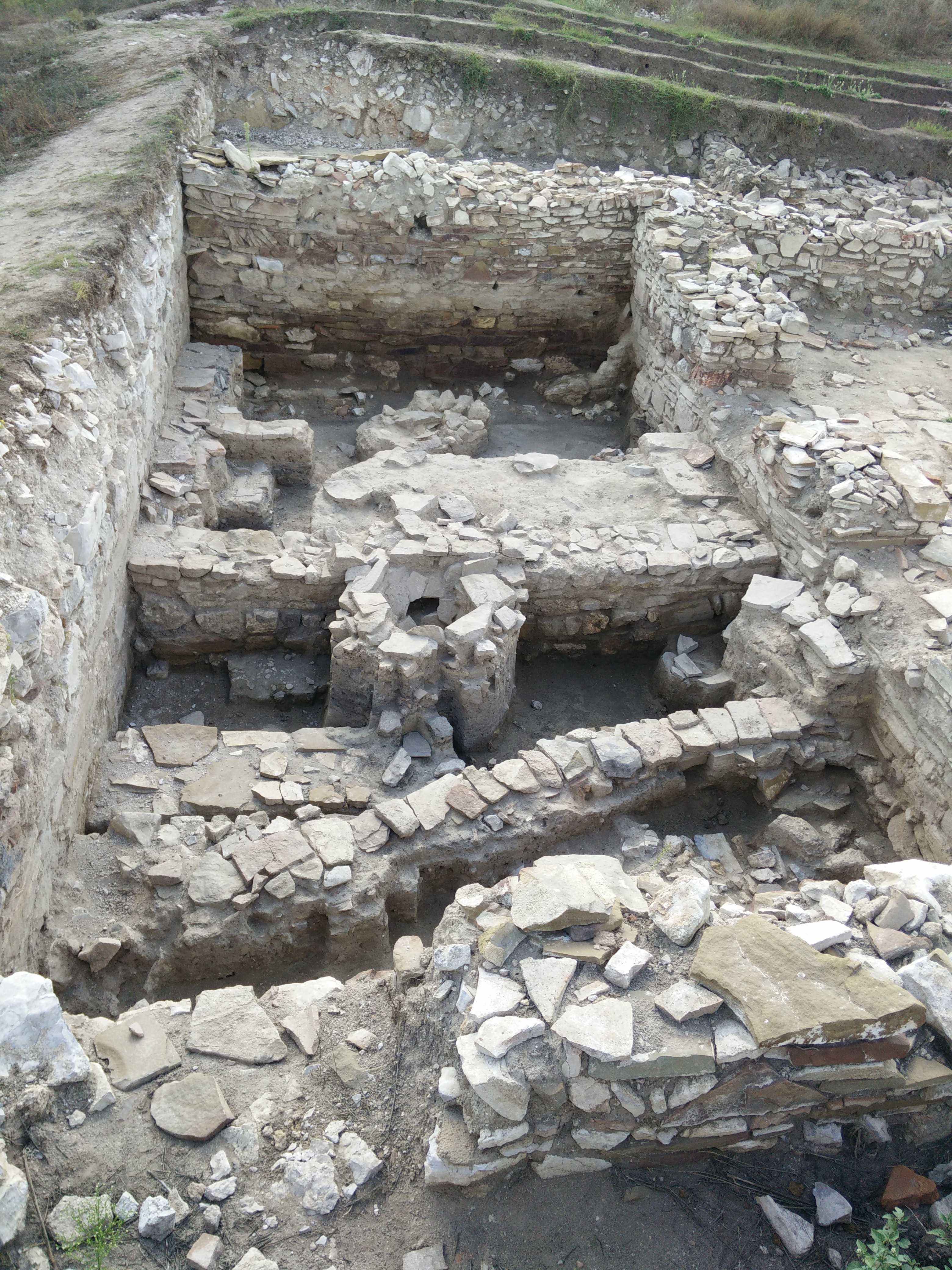
Noi excavari
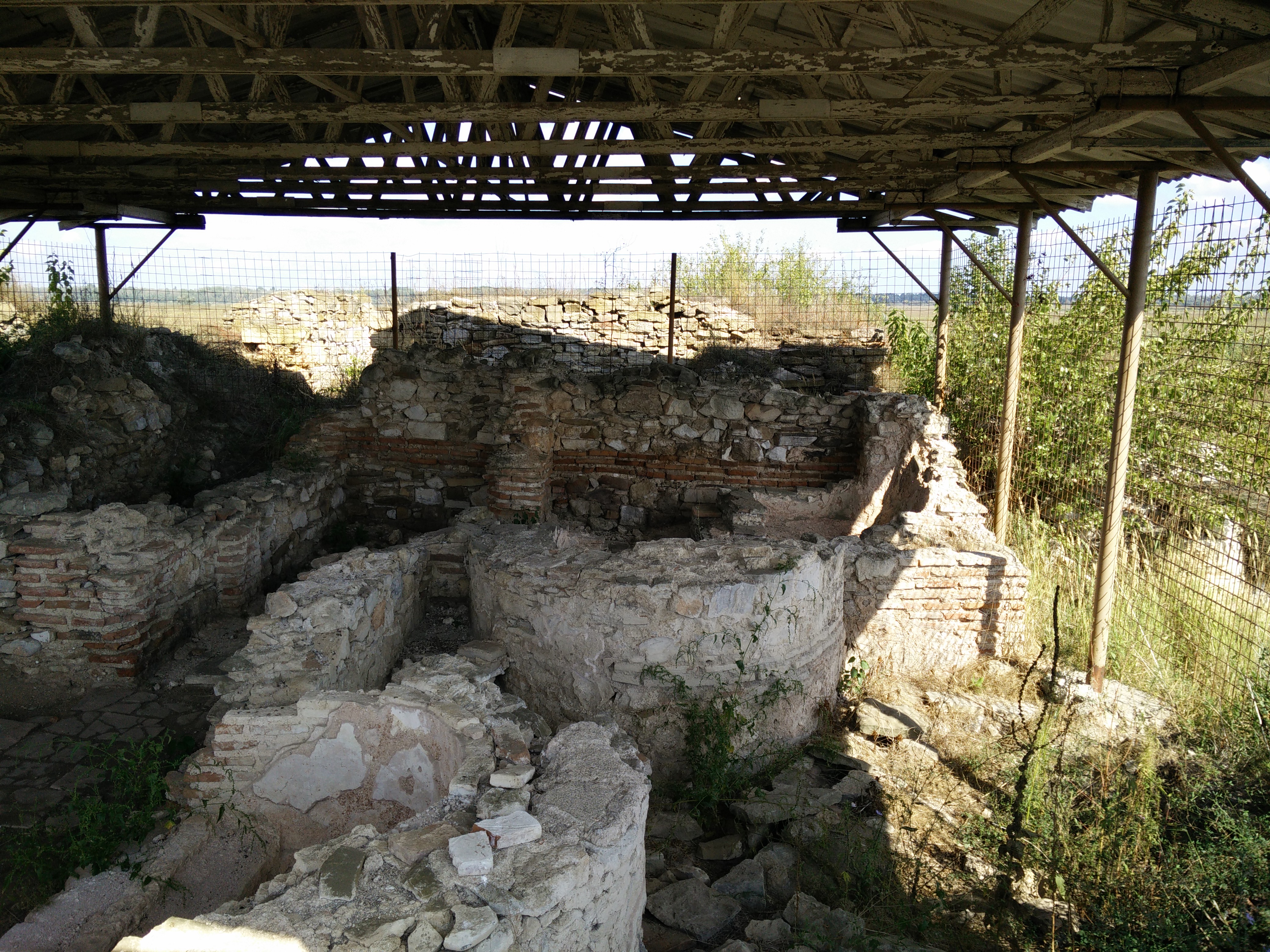
Terme
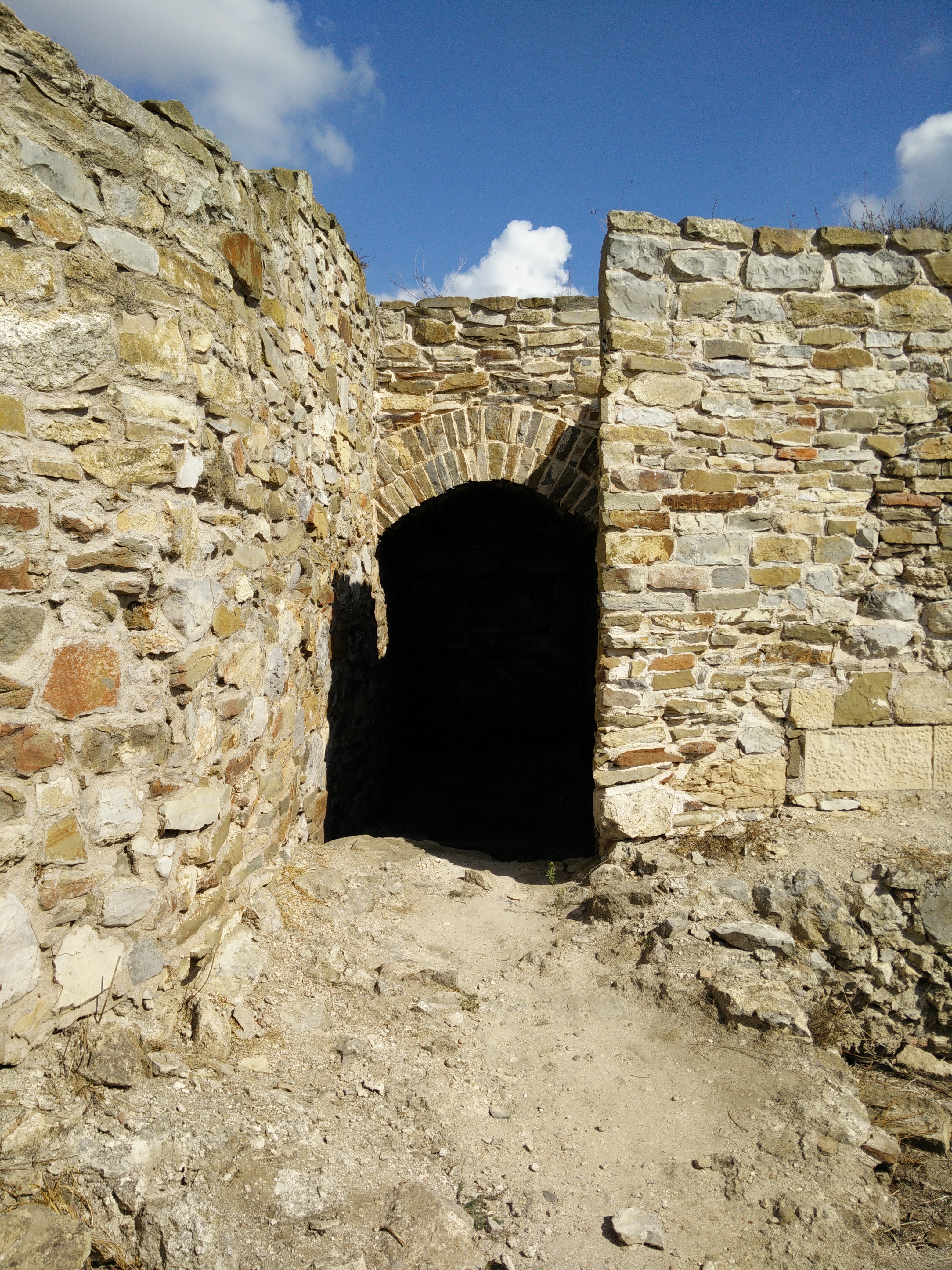
Tunel de evacuare
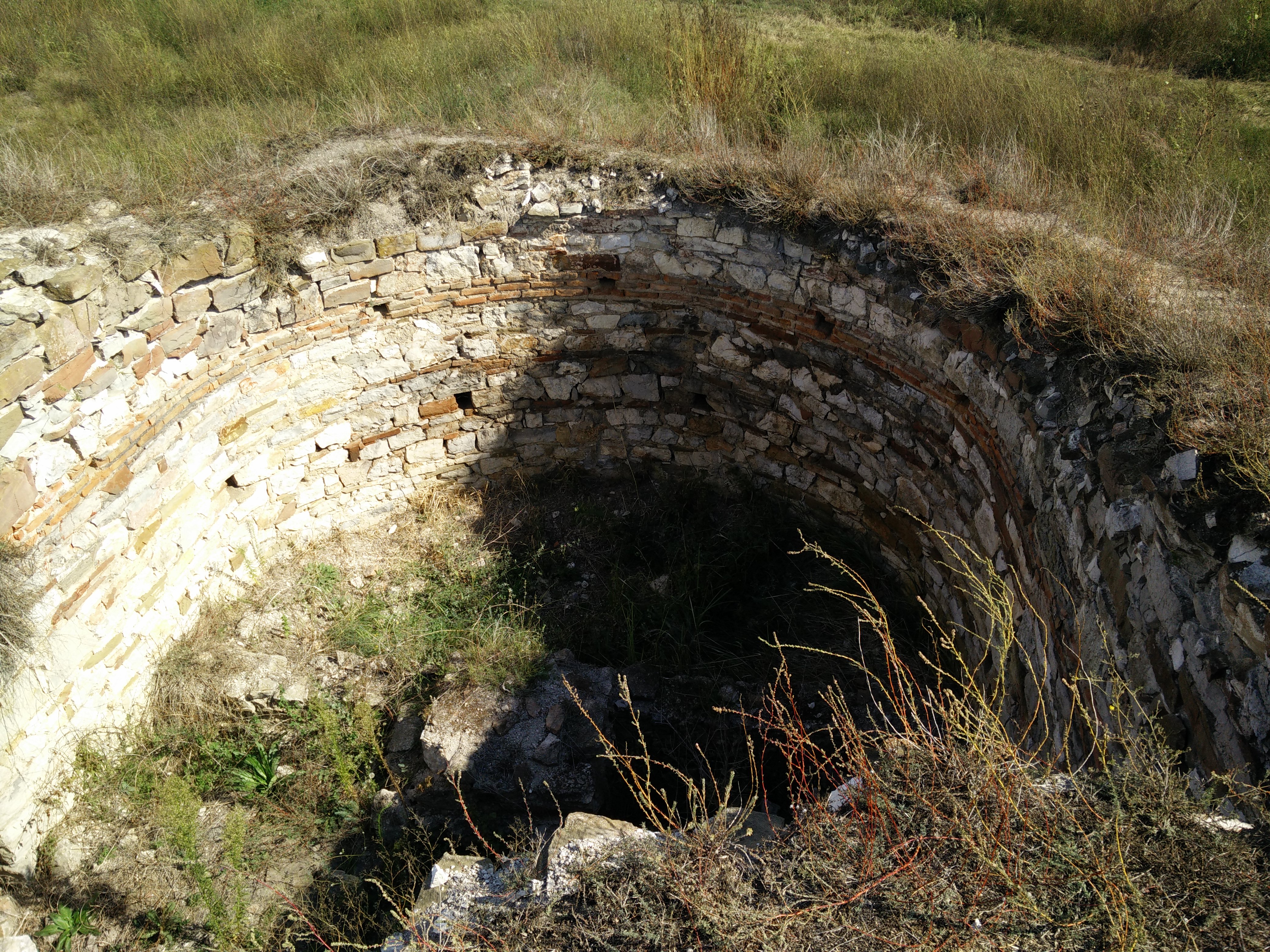
Turnul de Est
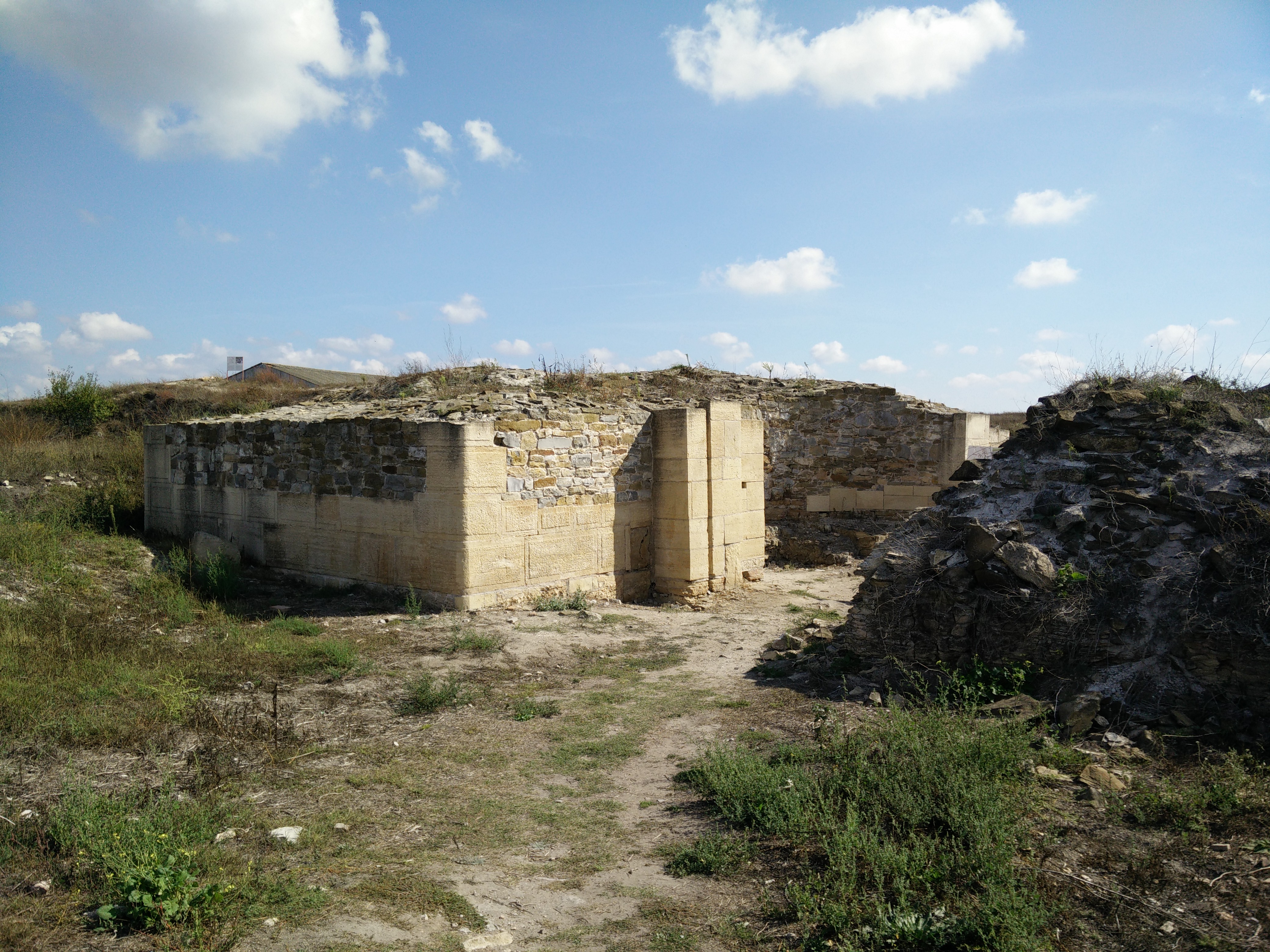
Poarta de Vest
Cetatea Halmyris - vedere generală